# Szechuanosaure
El szechuanosaure (Szechuanosaurus, 'llangardaix de Sichuan') és un gènere de dinosaures teròpodes sinraptòrids, que visqueren a la fi del període Juràssic, fa aproximadament 147 milions d'anys, en el Titonià, en allò que avui en dia és la Xina. La seva espècie tipus es basa en diverses dents no diagnosticats de la sèrie Kuangyuan. També es van informar de possibles espècimens addicionals de Szechuanosaurus a la Formació Kalaza, també localitzada a la Xina.
El Szechuanosaurus de vegades és considerat com un nomen dubium degut la manca de característiques de diagnòstic en les dents fossilitzades sobre les quals es basa el gènere. Tot i que els fòssils són massa fragmentaris per a una identificació segura, el Szechuanosaurus sovint s'interpreta com un al·losaure de mida mitjana o potser un metriacantosaure, capaç d'assolir una longitud d'uns 7,3 metres.